# Tầm Ô
Tầm Ô (tiếng Trung: 寻乌县, Hán Việt: Tầm Ô huyện) là một huyện của địa cấp thị Cám Châu (赣州市), tỉnh Giang Tây, Cộng hòa Nhân dân Trung Hoa. Huyện này có diện tích 2311,38 km2, dân số năm 2003 là 297.000 người. 

## Hành chính
Tầm Ô được chia ra làm 15 đơn vị hành chính cấp hương, gồm 7 trấn và 8 hương. 
- Trấn: Trường Ninh (长宁镇), Thần Quang (晨光镇), Lưu Xa (留车镇), Nam Kiều (南桥镇), Cát Đàm (吉潭镇), Trừng Giang (澄江镇), Quế Trúc Mạo (桂竹帽镇)
- Hương: Văn Phong (文峰乡), Tam Tiêu (三标乡), Xương Bồ (菖蒲乡), Long Đình (龙廷乡), Đan Khê (丹溪乡), Hạng Sơn (项山乡), Thủy Nguyên (水源乡), La San (罗珊乡)